# 尼金
48°50′15″N 26°34′1″E / 48.83750°N 26.56694°E
尼金（烏克蘭語：Нігин）是位於烏克蘭西部赫梅利尼茨基州的卡緬涅茨-波多利斯基區的村莊，始建於1530年，面積2.45平方公里，海拔高度246米，2001年人口1,363，人口密度每平方公里556.3人。